# Seducătorul Q
„Seducătorul Q” (titlu original: „The Q and the Grey”) este al 11-lea episod din al treilea sezon al serialului TV american științifico-fantastic Star Trek: Voyager și al 53-lea în total. A avut premiera la 27 noiembrie 1996 pe canalul UPN.

## Prezentare
Q vine în vizită pe nava Voyager cu o propunere pentru Janeway, în timp ce un război civil izbucnește în Continuumul Q.

## Actori ocazionali
- John de Lancie - Q
- Suzie Plakson - Miss Q[4]
- Harve Presnell - Colonel Q

## Vezi și
- 1996 în științifico-fantastic
- en Seducătorul Q la Memory Alpha (site wiki pentru Star Trek)
- „Seducătorul Q” la StarTrek.com